# Man-Woman-Marriage
Man, Woman & Marriage é um filme de drama mudo americano de 1921, produzido e dirigido por Allen Holubar e estrelado por Dorothy Phillips . Foi lançado pela Associated First National Pictures. Também é conhecido pelo título Man, Woman & Marriage.

## Elenco
- Dorothy Phillips como Victoria
- Ralph Lewis como o pai
- Margaret Mann como a mãe
- James Kirkwood como David Courtney
- Robert Cain como Bruce Schuyler
- J. Barney Sherry como Henshaw
- Shannon Day como Bobo
- Frances Parks como Milly
- Emily Chichester como Jerry

 Não Creditado
- Bernice Gevurtz (sem créditos)
- Robert Livingston (sem créditos)
- Ramon Novarro como dançarino (sem créditos)
- Derelys Perdue (sem créditos)

## Produção
O filme atraiu publicidade em 1920, meses antes de seu lançamento, porque 160 dos extras em sua batalha cena arquivados relatórios de acidentes com a Comissão das Indústrias do Estado da Califórnia, em 14 de setembro de 1920.  Segundo as informações recebidas, nove dos participantes foram hospitalizados depois de ser ferido durante as filmagens perto de Chatsworth, Califórnia.

## Recepção
Em sua crítica sobre a primeira encarnação de Life , Robert E. Sherwood chamou o filme de "O pior filme do mundo". Sherwood descreveu o filme como "uma mistura grotesca sobre os direitos da mulher através dos tempos (idades intermináveis, também) com uma grande alegoria de presunto e baba religiosa barata, usados para obscurecer o motivo real - que é o apelo sexual".

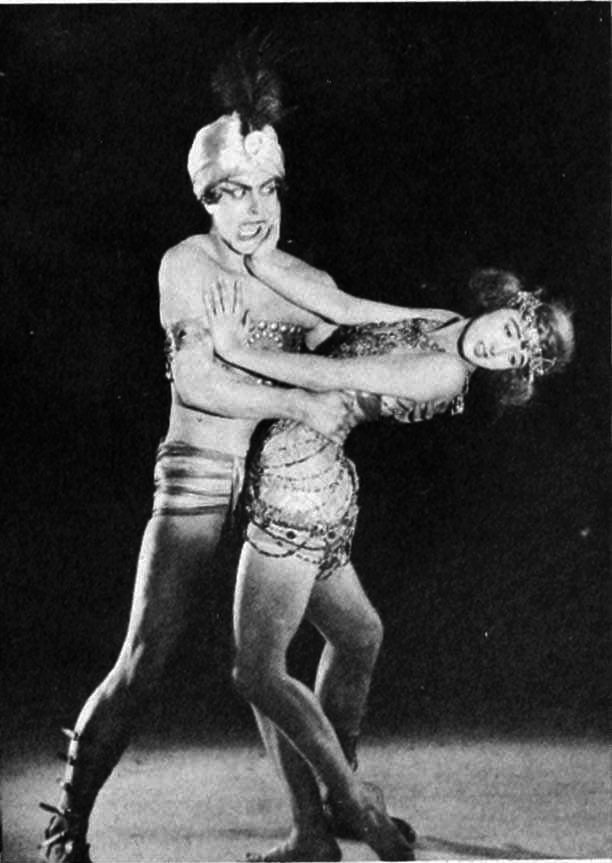
Ramon Novarro e Derelys Perdue como dançarinos (não creditados)